# Belmont (Ohio)
Belmont es una villa ubicada en el condado de Belmont en el estado estadounidense de Ohio. En el Censo de 2010 tenía una población de 453 habitantes y una densidad poblacional de 657,53 personas por km².

## Geografía
Belmont se encuentra ubicada en las coordenadas 40°1′41″N 81°2′27″O / 40.02806, -81.04083. Según la Oficina del Censo de los Estados Unidos, Belmont tiene una superficie total de 0.69 km², de la cual 0.69 km² corresponden a tierra firme y (0%) 0 km² es agua.

## Demografía
Según el censo de 2010, había 453 personas residiendo en Belmont. La densidad de población era de 657,53 hab./km². De los 453 habitantes, Belmont estaba compuesto por el 97.35% blancos, el 0.44% eran afroamericanos, el 1.32% eran amerindios, el 0% eran asiáticos, el 0% eran isleños del Pacífico, el 0% eran de otras razas y el 0.88% pertenecían a dos o más razas. Del total de la población el 0.22% eran hispanos o latinos de cualquier raza.